# West Pensacola
West Pensacola és una concentració de població designada pel cens dels Estats Units a l'estat de Florida. Segons el cens del 2000 tenia 21.939 habitants.

## Demografia
Segons el cens del 2000, West Pensacola tenia 21.939 habitants, 8.818 habitatges, i 5.502 famílies. La densitat de població era de 1.149,3 habitants/km².
Dels 8.818 habitatges en un 30% hi vivien nens de menys de 18 anys, en un 35% hi vivien parelles casades, en un 22% dones solteres, i en un 37,6% no eren unitats familiars. En el 30,7% dels habitatges hi vivien persones soles l'11% de les quals corresponia a persones de 65 anys o més que vivien soles. El nombre mitjà de persones vivint en cada habitatge era de 2,47 i el nombre mitjà de persones que vivien en cada família era de 3,08.
Per edats la població es repartia de la següent manera: un 27,8% tenia menys de 18 anys, un 10,1% entre 18 i 24, un 28,5% entre 25 i 44, un 20,5% de 45 a 60 i un 13,1% 65 anys o més.
L'edat mediana era de 34 anys. Per cada 100 dones de 18 o més anys hi havia 87,1 homes.
La renda mediana per habitatge era de 23.962 $ i la renda mediana per família de 29.045 $. Els homes tenien una renda mediana de 24.036 $ mentre que les dones 17.945 $. La renda per capita de la població era de 12.826 $. Entorn del 20,9% de les famílies i el 25,3% de la població estaven per davall del llindar de pobresa.

## Poblacions més properes
El següent diagrama mostra les poblacions més properes.